# Lina Antanavičienė
Lina Antanavičienė (* 1968 in Ukmergė, Litauische SSR) ist eine litauische Diplomatin und Botschafterin. Sie ist seit August 2019 Botschafterin ihres Landes in Israel. Zuvor war sie Chefberaterin des Präsidenten und Botschafterin in der Volksrepublik China.

## Berufsweg
Lina Antanavičienė wurde 1968 in Ukmergė geboren. Sie absolvierte ein Masterstudium in Außenhandel an der Universität Vilnius. Nach dem Eintritt in den diplomatischen Dienst war sie seit 1991 im Außenministerium und von 1996 bis 1999 bei der litauischen Botschaft im Königreich Norwegen tätig.
Lina Antanavičienė wurde 2011 zur außerordentlichen und bevollmächtigten Botschafterin ihres Landes in der Volksrepublik China akkreditiert. Zugleich erhielt sie nichtresidierende Akkreditierungen in der Mongolei, Südkorea und Vietnam. In den Jahren von 2015 bis 2019 war sie Chefberaterin der litauischen Präsidentin Dalia Grybauskaitė und leitete den Bereich für Wirtschafts- und Sozialpolitik. Im August 2019 wurde Antanavičienė zur Botschafterin Litauens in Israel ernannt. Am 12. September 2019 übergab sie ihr Akkreditierungsschreiben als Nachfolgerin von Edminas Bagdonas.